# Băiat cărând o sabie
Băiat cărând o sabie este o pictură în ulei pe pânză din 1861 a pictorului francez Édouard Manet și este acum expusă la Metropolitan Museum of Art din New York. Lucrarea înfățișează un băiat mic costumat ca paj al curții spaniole din secolul al XVII-lea; el ține o sabie și centura acesteia. Ulterior, lucrarea a fost reprodusă ca gravură sub conducerea pictorului din Dijon Alphonse Legros, care au colaborat la lucrare.
Potrivit lui Émile Zola, lucrarea este tipică influenței pictorilor spanioli și arată influența puternică pe care Diego Velázquez și Frans Hals o aveau asupra lui Manet la acea vreme.
Modelul artistului a fost Leon Leenhoff, fiul vitreg al pictorului după căsătoria sa cu Suzanne, în 1862.